# Мозгов, Иван Ефимович
Ива́н Ефи́мович Мозго́в (7 [20] января 1906, д. Малыгино, Московская губерния — 25 сентября 1990, Москва) — советский учёный в области ветеринарной фармакологии, доктор ветеринарных наук (1939), профессор (1939), академик ВАСХНИЛ (1956). Заслуженный деятель науки РСФСР (1971), лауреат Государственной премии СССР (1981) за учебники для высших учебных заведений.

## Биография
Родился 7 (20) января 1906 года в деревне Малыгино Дмитровского уезда Московской губернии в семье ремесленника, рано ушедшего из семьи, после чего воспитывался в семье старшего брата-крестьянина.
В 1930 году окончил Московский зоотехнический институт, после чего остался там же ассистентом, затем доцентом. В 1936 году перешёл на работу старшим преподавателем, после начальником кафедры фармакологии Военно-ветеринарной академии, в 1948 году стал заведующим кафедрой Московской ветеринарной академии (образована после слияния Московского зооветеринарного института с Московской военно-ветеринарной академией), в 1958 году — ректором Московской ветеринарной академии (оставался им до 1961 года).
В 1961—1962 годах — заместитель министра сельского хозяйства СССР. С 1962 по 1990 год — заведующий кафедрой фармакологии Московской ветеринарной академии.
Умер 25 сентября 1990 года в Москве, похоронен на Востряковском кладбище.

## Признание и награды
- Заслуженный деятель науки РСФСР (1971)
- Лауреат Государственной премии СССР (1981)
- Орден Октябрьской Революции (1976)
- 2 ордена Трудового Красного Знамени
- Орден Дружбы народов (1986)
- Орден Отечественной войны II степени (1945)
- 8 медалей СССР и ВСХВ
- Почётная грамота ВАСХНИЛ.
- Почётный доктор 7 зарубежных университетов[4].

## Научная деятельность
Исследования посвящены фармакопрофилактике и фармакостимуляции сельскохозяйственных животных, фармакологическим методам влияния на их продуктивность, плодовитость, устойчивость к неблагоприятным факторам среды. Основатель отечественной школы ученых-фармакологов.

## Научные труды и публикации
- Ветеринарная фармакология: Учебное пособие для ветеринарных вузов. — М.; Л.: Сельхозгиз, 1948. — 616 с.
- Фармакологические стимуляторы в животноводстве. — М.: Колос, 1964. — 367 с.
- Ветеринарная рецептура: Учебное пособие для высших сельскохозяйственных учебных заведений. — 4-е изд., испр. и перераб. — М.: Колос, 1966. — 256 с.
- Антибиотики в ветеринарии. — М.: Колос, 1971. — 288 с.
- Фармакология: Учебник для студентов высших сельскохозяйственных учебных заведений по специальности «Ветеринария». — 8-е изд., доп. и перераб. — М.: Агропромиздат, 1985. — 416 с.[4].

## Память
- Имя Мозгова Ивана Ефимовича носит кафедра физиологии, фармакологии и токсикологии Московской государственной академии ветеринарной медицины и биотехнологии - МВА имени К.И. Скрябина